# Агальяс
Агальяс (ісп. Agallas) — муніципалітет в Іспанії, у складі автономної спільноти Кастилія-і-Леон, у провінції Саламанка. Населення — 157 осіб (2010).
Муніципалітет розташований на відстані близько 230 км на захід від Мадрида, 85 км на південний захід від Саламанки.
На території муніципалітету розташовані такі населені пункти: (дані про населення за 2010 рік)
- Агальяс: 130 осіб
- Вегас-де-Домінго-Рей: 27 осіб

## Демографія
Динаміка населення (INE ):

## Зовнішні посилання
- Провінційна рада Саламанки: індекс муніципалітетів [Архівовано 23 квітня 2009 у Wayback Machine.]
- Посилання на Google Maps